# Isoglossa lactea
Isoglossa lactea är en akantusväxtart. Isoglossa lactea ingår i släktet Isoglossa och familjen akantusväxter.

## Underarter
Arten delas in i följande underarter:
- I. l. lactea
- I. l. saccata